# ラテンアメリカ
ラテンアメリカ（西: Latinoamérica, América Latina, 葡: América Latina, 英: Latin America, 仏: Amérique latine）は、アングロアメリカに対する概念で、アメリカ大陸の北半球中緯度から南半球にかけて存在する独立国及び非独立地域を指す総称である。
ここでの「ラテン」という接頭語は「イベリア（系）の」という意味であり、これらの地を支配していた旧宗主国が、ほぼスペインとポルトガルであったことに由来している。
多くの地域がスペイン語、ポルトガル語、フランス語などのラテン系言語を公用語として用いており、社会文化もそれに沿ったものであったことから名付けられた。
図にあるようにラテンアメリカは北アメリカ大陸のメキシコをふくみ、南アメリカ大陸のガイアナ・スリナムをふくまない。また中南米と呼称される場合もあるが、これは図に合う正確な表現ではない。

## 語源
ラテンアメリカの名称は1856年、ヌエバ・グラナダ共和国（現在のコロンビア）の首都ボゴタで生まれた文人ホセ・マリア・トーレス＝カイセードによって初めて用いられた。
1836年、メキシコからテキサスが独立し、さらに1848年、米墨戦争によってアメリカ合衆国に敗れ、メキシコは国土の半分を失った。1856年にはニカラグアの国内政治の混乱に乗じてアメリカ人侵略者ウィリアム・ウォーカーがニカラグアの大統領となるなど、アメリカ合衆国の膨張の前に、アメリカ大陸スペイン語圏の諸国は、存続の危機にさらされていた。パリに在住していたイスパノアメリカ人たちはこうした事態に祖国がアメリカ合衆国に吸収されるという危惧を抱き始め、アングロサクソン列強の脅威に抵抗すべく運動を始めた。
当時、彼らは自分たちの国家群の呼称としてアメリカ・エスパニョーラを用いることが多かったが、文明の中心であったフランスと一体であることを示す名称としてラサ・ラティノアメリカーナ、アメリカ・ラティーナ・サホーナ・エ・インディヘナといった呼称が論説などで用いられるようになり、カイセードが1856年9月26日、旅行先のヴェネツィアで書いた詩『二つのアメリカ』においてアメリカ・ラティーナという言葉が初めて用いられた。この言葉は次第に新聞や雑誌、公文書へと浸透していき、フランス語においても1861年ごろよりラメリク・ラティーヌ（L'Amérique latine）の呼称が確認出来るようになる。英語のラテンアメリカの名称がスペイン語、フランス語のどちらから移入されたのかは定かではないが、この新しい名称の浸透はナポレオン3世によって積極的に行われ、次第にラテンアメリカという名称が世界に広がっていった。
しかし、フランス主導によるこうした帝国主義的拡大にスペインの知識人たちは大いに憤慨し、イスパノアメリカの名称を主張し続け、今日に至ってもスペインは公式の文書ではラテンアメリカの名称を拒否している。

## 定義
今日、単にラテンアメリカと称した場合は「メキシコ以南の北米大陸、カリブ海地域全域、南アメリカ大陸全域の3地域とその周辺の島々」を指す（広義のラテンアメリカ）。
1960年頃まではラテン文化の伝統を引き継ぐ20の国に限ってラテンアメリカと呼称されてきた。1962年以降、旧イギリス領から12、旧オランダ領から1の新しい独立国が興り、国際連合などでラテンアメリカ地域に含んだ形で言及されるようになり、ラテンアメリカの定義は曖昧さを孕むことになった。近年ではこうした新興独立国の立場を考慮し、カリブ海地域と呼称し、「ラテンアメリカとカリブ海」などと表現する傾向が強まっている。この場合のラテンアメリカという呼称は「ラテン的文化を保有する国と地域」を指すことになる（狭義のラテンアメリカ）。
ラテンアメリカの定義においては「広義のラテンアメリカ」と「狭義のラテンアメリカ」とを、文脈で判断し理解することが必要となっている。
日本においては「広義のラテンアメリカ」を総称して中南米と表すことが一般化している。この言葉はラテン性を巡る諸問題を回避できる点で便利な言葉ではあるが、忠実に外国語に訳した場合に「セントラル・アンド・サウスアメリカ」となってしまい、メキシコやカリブ海地域が含まれないという別の問題を持っていると中川文雄は指摘している。稀に喇（ラ）と表記されることもある。
カナダのケベック州はラテン系言語であるフランス語が第一言語であるが、他のラテンアメリカ諸国と地理的・経済的に大きく離れていることもあって、同地をラテンアメリカに含めることは少ない。

## 構成
ラテンアメリカは33の独立国およびいくつかの非独立地域で構成される。本一覧の国名表記は『ラテン・アメリカを知る事典』の各国便覧に倣う。

### 独立国
| 国・地域名                       | 首都                   | 体制       | 独立年 | 旧宗主国・領有国 | 公用語                                                   |
| -------------------------------- | ---------------------- | ---------- | ------ | ---------------- | -------------------------------------------------------- |
| コスタリカ                       | サンホセ               | 共和制     | 1821年 | スペイン         | スペイン語                                               |
| メキシコ                         | メキシコシティ         | 共和制     | 1821年 | スペイン         | スペイン語                                               |
| ベリーズ                         | ベルモパン             | 立憲君主制 | 1981年 | イギリス         | 英語                                                     |
| グアテマラ                       | グアテマラシティ       | 共和制     | 1821年 | スペイン         | スペイン語                                               |
| ホンジュラス                     | テグシガルパ           | 共和制     | 1821年 | スペイン         | スペイン語                                               |
| エルサルバドル                   | サンサルバドル         | 共和制     | 1821年 | スペイン         | スペイン語                                               |
| ニカラグア                       | マナグア               | 共和制     | 1821年 | スペイン         | スペイン語                                               |
| パナマ                           | パナマシティ           | 共和制     | 1903年 | スペイン         | スペイン語                                               |
| バハマ                           | ナッソー               | 立憲君主制 | 1973年 | イギリス         | 英語                                                     |
| キューバ                         | ハバナ                 | 共和制     | 1902年 | スペイン         | スペイン語                                               |
| ハイチ                           | ポルトープランス       | 共和制     | 1804年 | フランス         | フランス語、ハイチ語                                     |
| ドミニカ共和国                   | サントドミンゴ         | 共和制     | 1844年 | スペイン         | スペイン語                                               |
| ジャマイカ                       | キングストン           | 立憲君主制 | 1962年 | イギリス         | 英語                                                     |
| セントクリストファー・ネイビス   | バセテール             | 立憲君主制 | 1983年 | イギリス         | 英語                                                     |
| アンティグア・バーブーダ         | セントジョンズ         | 立憲君主制 | 1981年 | イギリス         | 英語                                                     |
| ドミニカ国                       | ロゾー                 | 共和制     | 1978年 | イギリス         | 英語                                                     |
| セントルシア                     | カストリーズ           | 立憲君主制 | 1979年 | イギリス         | 英語                                                     |
| セントビンセント・グレナディーン | キングスタウン         | 立憲君主制 | 1979年 | イギリス         | 英語                                                     |
| バルバドス                       | ブリッジタウン         | 共和制     | 1966年 | イギリス         | 英語                                                     |
| グレナダ                         | セントジョージズ       | 立憲君主制 | 1974年 | イギリス         | 英語                                                     |
| トリニダード・トバゴ             | ポートオブスペイン     | 共和制     | 1962年 | イギリス         | 英語                                                     |
| ベネズエラ                       | カラカス               | 共和制     | 1811年 | スペイン         | スペイン語                                               |
| ガイアナ                         | ジョージタウン         | 共和制     | 1966年 | イギリス         | 英語                                                     |
| スリナム                         | パラマリボ             | 共和制     | 1975年 | オランダ         | オランダ語                                               |
| コロンビア                       | ボゴタ                 | 共和制     | 1810年 | スペイン         | スペイン語                                               |
| エクアドル                       | キト                   | 共和制     | 1822年 | スペイン         | スペイン語                                               |
| ペルー                           | リマ                   | 共和制     | 1821年 | スペイン         | スペイン語、ケチュア語、アイマラ語                       |
| ボリビア                         | スクレ / ラパス        | 共和制     | 1825年 | スペイン         | スペイン語、ケチュア語、アイマラ語、グアラニー語など多数 |
| ブラジル                         | ブラジリア             | 共和制     | 1822年 | ポルトガル       | ポルトガル語                                             |
| パラグアイ                       | アスンシオン           | 共和制     | 1811年 | スペイン         | スペイン語、グアラニー語                                 |
| チリ                             | サンティアゴ・デ・チレ | 共和制     | 1810年 | スペイン         | スペイン語                                               |
| ウルグアイ                       | モンテビデオ           | 共和制     | 1825年 | スペイン         | スペイン語                                               |
| アルゼンチン                     | ブエノスアイレス       | 共和制     | 1816年 | スペイン         | スペイン語                                               |

### 非独立地域
| 国・地域名                                 | 首都                         | 宗主国・領有国             | 公用語                     | 人口      | 面積（km2） |
| ------------------------------------------ | ---------------------------- | -------------------------- | -------------------------- | --------- | ----------- |
| アンギラ                                   | バレー                       | イギリスの海外領土         | 英語                       | 15,423    | 91          |
| ケイマン諸島                               | ジョージタウン               | イギリスの海外領土         | 英語                       | 52,560    | 264         |
| タークス・カイコス諸島                     | コックバーンタウン           | イギリスの海外領土         | 英語                       | 46,335    | 948         |
| イギリス領ヴァージン諸島                   | ロードタウン                 | イギリスの海外領土         | 英語                       | 31,148    | 151         |
| バミューダ諸島                             | ハミルトン                   | イギリスの海外領土         | 英語、ポルトガル語         | 69,080    | 54          |
| フォークランド諸島                         | スタンリー                   | イギリスの海外領土         | 英語                       | 3,140     | 12,173      |
| モントセラト                               | プリマス（臨時首都ブレイズ） | イギリスの海外領土         | 英語                       | 5,164     | 102         |
| サウスジョージア・サウスサンドウィッチ諸島 | グリトビケン                 | イギリスの海外領土         | 英語                       | 30        | 3,903       |
| フランス領ギアナ                           | カイエンヌ                   | フランスの海外県           | フランス語                 | 236,250   | 83,534      |
| グアドループ                               | バステール                   | フランスの海外県           | フランス語                 | 405,500   | 1,628       |
| マルティニーク                             | フォール・ド・フランス       | フランスの海外県           | フランス語                 | 403,795   | 1,128       |
| サン・マルタン島                           | マリゴ                       | フランスの海外準県         | フランス語                 | 30,959    | 54.4        |
| サン・バルテルミー島                       | グスタビア                   | フランスの海外準県         | フランス語                 | 7,332     | 21          |
| アルバ                                     | オラニエスタッド             | オランダ王国の構成国       | オランダ語、パピアメント語 | 107,635   | 180         |
| キュラソー島                               | ウィレムスタッド             | オランダ王国の構成国       | オランダ語、パピアメント語 | 142,180   | 444         |
| シント・マールテン島                       | フィリップスブルフ           | オランダ王国の構成国       | オランダ語                 | 37,429    | 34          |
| ボネール島                                 | クラレンダイク               | オランダの特別自治体       | オランダ語、パピアメント語 | 16,541    | 294         |
| シント・ユースタティウス島                 | オラニエスタッド             | オランダの特別自治体       | オランダ語、英語           | 3,791     | 21          |
| サバ島                                     | ボトム                       | オランダの特別自治体       | オランダ語、英語           | 1,971     | 13          |
| プエルトリコ                               | サンフアン                   | アメリカ合衆国の自治連邦区 | スペイン語、英語           | 3,998,905 | 13,790      |
| アメリカ領ヴァージン諸島                   | シャーロット・アマリー       | アメリカ合衆国の保護領     | 英語                       | 109,574   | 1,910       |
| ナヴァッサ島                               | ルル・タウン                 | アメリカ合衆国の領有小離島 | 無人                       | 0         | 5.2         |

## 歴史
ラテンアメリカ史においての一般的な時代区分は先コロンブス時代、植民地時代、独立国家の時代の3つに大別される。

### 先コロンブス時代
1492年にイタリアの探検家クリストファー・コロンブスがカリブ海地域に到達した時点を起点として、それ以前を総称したのが先コロンブス時代で、数千年に渡る長い期間を通じて北アメリカ大陸のメソアメリカ地域と、南アメリカ大陸のアンデス地域を中心として様々な文化が開花していた。これらはまとめて古代文明と称されるが、3世紀から9世紀に至る最も華麗な文化が開花した時代を古典期としてその前後を先古典期、後古典期と、あるいはそれ以上に細分化することもある。

### 植民地時代
1492年以降の植民地時代は、スペインとポルトガルの両国による絶対王権によって統治された約300年間を指す。ラテンアメリカ地域の領有権の正当性は教皇によって与えられたものであったが、これを無視したオランダ、イギリス、フランス、デンマーク、スウェーデンなどのヨーロッパ諸国はカリブ海域の多くの島々や大陸の一部を占領・支配した。

### 独立国家の時代
19世紀初頭から現在に至る期間は独立国家の時代とされる。ナポレオン戦争でナポレオンが敗北して以降の1814年9月1日から1815年6月9日まで開催されたウィーン会議では1792年より以前の状態に戻すことと勢力均衡が原則とされた。ウィーン会議以降の国際秩序をウィーン体制と呼び、1848年革命に崩壊するまでの時代を指す。
ナポレオン戦争に勝利したオーストリア、ロシア、プロイセンの復古勢力は革命の再発を防ぐために、1815年にキリスト教的友愛による平和を提唱する神聖同盟を締結、さらに1818年にイギリスと敗戦国フランスを加えた五国同盟を締結してウィーン体制を確立した。
スペインではナポレオン軍の敗北によりジョゼフ・ボナパルトは追放され、スペイン・ブルボン復古王政のフェルナンド7世が復位した。これに対して自由主義者リエゴが1820年にスペイン立憲革命を起こし、イタリアでもカルボナリ党がスペインを模倣してナポリ・ピエモンテで蜂起したが、革命の波及を恐れた五国同盟によって両者は鎮圧された。他方で、1810年代から1820年代を通じてラテンアメリカ諸国が相次いでスペイン帝国からの独立を果たし、スペインは中南米植民地を失っていった。
- 1810年5月にブエノスアイレスが五月革命で自治宣言（1816年独立、1825年にアルゼンチンへ改名)。
- 1810年9月にメキシコ独立革命が始まった（1821年メキシコ独立）。
- 1811年にはパラグアイ共和国、ベネズエラ・アメリカ合衆国がスペインから独立した(ベネズエラ1821年6月独立)。
- 1816年7月にはラプラタ連合(現在のアルゼンチン)が独立した。
- 1818年にチリが独立した。
- 1819年にコロンビア共和国(大コロンビア)が独立。
- 1822年9月にはポルトガルからブラジルが独立した。

1823年12月アメリカ合衆国モンロー大統領は、独立したラテンアメリカ諸国に対して神聖同盟諸国が干渉すること、および西半球におけるヨーロッパの植民地拡大へ反対すると表明した。さらに、1824年にペルー、1825年ボリビア(アルト・ペルー)が独立した。
また、1821年にはオスマン帝国からの独立を目指してギリシャ独立戦争が始まっている。露土戦争で連合軍に敗北したオスマン帝国は1832年ギリシャ独立を認め、列強はバイエルン王子オットーをギリシャ王オソン1世とするギリシャ王国を樹立した。
1830年のフランス7月革命に対抗してロシア、オーストリア、プロイセンが1832年10月に旧秩序維持を再確認したが、革命干渉を忌避したイギリスとフランスは真摯協商を結んだことでウィーン体制は分裂し、さらに各国での1848年革命によってウィーン体制は崩壊した。

### 20世紀
1929年の世界恐慌によって寡頭支配勢力の弱体化が起こり、ラテンアメリカ諸国は新しい政治・経済秩序を模索し始めた。民主化の波に飲み込まれ、それまで無視されてきた大衆と呼ばれる人々が政治に大きな影響を与え始めるようになっていった。

### ラテンアメリカ・カリブ諸国共同体
2011年11月24日、中南米各国で学生による「教育のための行進」が行われた。この行進はチリ大学生連合とコロンビアの全国学生拡大会議が呼びかけたもので、ウルグアイ、アルゼンチン、ブラジル、エルサルバドル、パラグアイなどでもデモや集会が行われた。直後の12月2日、植民地を除く全33ヶ国により、従前のラ米・カリブ首脳会議を発展させた「ラテンアメリカ・カリブ諸国共同体」が結成された。

## 他地域との関係

### 日本との関係
日本の海外直接投資総額の比率は1995年時点で12.6%となっている。また、日本の総貿易額におけるラテンアメリカの比重は1997年時点で4.7%となっている。内容は主としてラテンアメリカ諸国の天然資源を輸入し、日本から製造業製品を輸出するというものが多い。
人的視点からは、第二次世界大戦以前の1893年のグアテマラへの移民をはじめとして、榎本武揚の提唱により1897年にメキシコへ渡り、アカコヤグアに入植した「榎本移民」をきっかけにラテンアメリカへの組織的移住が始まり、その後、ブラジル、ペルー、アルゼンチン、ボリビア、パラグアイ、ウルグアイ、チリへの移民も盛んに行われた。第二次世界大戦後には、1956年にボリビアと移住協定を締結し、1959年にパラグアイと移住協定を締結し、1963年にアルゼンチンと移住協定を締結し、1963年にブラジルと移住・植民協定を締結するなどラテンアメリカに移民を送り出した。その為、世界に散らばる日系人のうち、3分の2はラテンアメリカに集中している。1959年にパラグアイと締結された日本の国策による移住協定は、1989年に効力が無期限延長に改定され、85,000人の日本人が受け入れ可能となっている。
文化的視点からは、アジア以外で初めて平等条約を締結したメキシコ修好通商条約100周年であった1988年を皮切りに、1997年のチリ修好通商条約100周年、メキシコ移民100周年、1998年のアルゼンチン修好通商条約100周年、1999年のペルー移民100周年など各国の記念行事が相次ぎ、それを契機に要人や文化人の相互訪問が活発となった。
ラテンアメリカに対する政府開発援助（ODA）は全体の10%程度で推移し、特に国民所得の低い中米諸国や、日系移民の多いブラジル、ペルー、ボリビア、パラグアイなどへの資金協力や技術協力が目立つ。また、エルサルバドル、ハイチ、ペルーなどへの政治目的を持った援助や、環境問題改善や麻薬対策といった地球的問題への取り組みも近年では増えてきている。

## 統計
国連『世界人口年鑑』（1996）によるラテンアメリカの人口推移。
| 地域         | 1950年     | 1960年     | 1970年     | 1980年     | 1985年     | 1990年     | 1995年     | 1996年     |
| ------------ | ---------- | ---------- | ---------- | ---------- | ---------- | ---------- | ---------- | ---------- |
| 南アメリカ   | 11,200万人 | 14,700万人 | 19,100万人 | 24,000万人 | 26,700万人 | 29,300万人 | 31,700万人 | 32,200万人 |
| 中央アメリカ | 3,700万人  | 4,900万人  | 6,700万人  | 9,000万人  | 10,000万人 | 11,200万人 | 12,300万人 | 12,600万人 |
| カリブ海地域 | 1,700万人  | 2,000万人  | 2,500万人  | 2,900万人  | 3,100万人  | 3,400万人  | 3,600万人  | 3,600万人  |
| 合計         | 16,600万人 | 21,700万人 | 28,400万人 | 35,900万人 | 39,800万人 | 43,800万人 | 47,700万人 | 48,400万人 |

## 社会
人類学者ミッシェル・D・オリアンは、ラテンアメリカの社会を文化的生活面での共通項に着目し、インディオ社会、メスティーソ社会、アフロ・アメリカ社会、ヨーロッパ的アメリカ社会、移民社会の5つの社会に分類している。
これらは国あるいは地域によって独自性が認められつつもいくつかの点で共通した社会を形成しており、お互いに干渉しあいながら今日の複雑なラテンアメリカ社会を構成している。
植民地時代以来、ラテンアメリカは、ほとんどのヨーロッパ諸国だけでなく、日本を含む多くのアフリカ人やアジア人からも、世界中からの移民の中心であり、民族的に日本はラテンアメリカとより関連しています. ヨーロッパやアメリカよりも。 人種の混合は、ラテンアメリカ地域の建設において非常に重要であったため、この地域には大きな民族グループはなく、多くのラテンアメリカ人は主にヨーロッパ人または先住民 (ラテンアメリカインディアン) に由来します。 世界最大の日系人口を抱えるペルーとブラジルは、事実上の「日本の兄弟」と言えます。

## 宗教
ラテンアメリカの宗教構成
| 宗教         | 全人口     | キリスト教 | イスラム教 | 先住民宗教 | ユダヤ教 | ヒンドゥー教 | 仏教    | 新宗教 | 聖霊崇拝  | 無神論    |
| ------------ | ---------- | ---------- | ---------- | ---------- | -------- | ------------ | ------- | ------ | --------- | --------- |
| 1900年       | 6,500万人  | 6,200万人  | 5万人      | 220万人    | 2万人    | 10万人       | 0.5万人 | 0      | 20万人    | 40万人    |
| 2000年       | 51,900万人 | 48,100万人 | 150万人    | 120万人    | 100万人  | 70万人       | 60万人  | 50万人 | 1,200万人 | 1,870万人 |
| 増減率（％） | +698.5     | +675.8     | +2,900     | -45.5      | +5400    | +600         | +11,900 | --     | +5,900    | +4,575    |

ラテンアメリカにおけるキリスト教諸派構成
| 宗教         | カトリック | プロテスタント | 英国国教会 | 東方正教会 | 独立教会  | 少数派   | 福音派    | ペンテコステ | 二重信仰者 |
| ------------ | ---------- | -------------- | ---------- | ---------- | --------- | -------- | --------- | ------------ | ---------- |
| 1900年       | 5,900万人  | 90万人         | 70万人     | 70万人     | 3万人     | 0.3万人  | 70万人    | 1万人        | 30万人     |
| 2000年       | 46,100万人 | 4,600万人      | 100万人    | 50万人     | 3,900万人 | 600万人  | 4,030万人 | 1,100万人    | 8,000万人  |
| 増減率（％） | +681.4     | +5011.1        | -42.9      | -28.6      | +129,900  | +199,900 | +5,657.1  | +109,900     | +2,6566.7  |

（出典：Franz Damen,Bolivia/Belgica、2006「世界とラテンアメリカの宗教概観」(原稔. "ラテンアメリカの宗教変遷グロバリゼーションによる 40 年間の宗教勢力変化." 東洋哲学研究所紀要 22 (2006): 59-80.））